# Joseph Bosworth
Joseph Bosworth (1789 – 27 maggio 1876) è stato un filologo e linguista inglese.
Nato nel Derbyshire, si interessò in particolare di lingua e letteratura anglosassone.
Formatosi presso la Repton School, si trasferì in seguito presso l'università di Aberdeen; nel 1817 divenne pastore anglicano presso
Little Horwood, nel Buckinghamshire, dove dedicò il suo tempo libero allo studio dell'anglosassone. Nel 1823 comparve il suo Elements of Anglo-Saxon Grammar (Elementi di grammatica anglosassone).
Nel 1829 si recò nei Paesi Bassi come cappellano, prima ad Amsterdam e poi a Rotterdam, dove rimase fino al 1840, lavorando alla sua opera più famosa, il Dictionary of the Anglo-Saxon Language (Dizionario della lingua anglosassone, 1838).
Nel 1857 divenne pastore presso Water Stratford, nel Buckinghamshire, e l'anno seguente venne nominato Rawlinsonian Professor of Anglo-Saxon ad Oxford.
Nel 1867 diede all'università di Cambridge 10 000 sterline al fine di istituire una cattedra di lingua anglosassone, che prese il suo nome. John Ronald Reuel Tolkien dal 1925 al 1945 insegnò ad Oxford sulla sua stessa cattedra, nota come Rawlinson and Bosworth Professore hip of Anglo-Saxon (quindi che prendeva nome da lui e da Richard Rawlinson, antiquario e collezionista che nel 1755 la creò con lascito testamentario).